# 2005-ös Formula–1 ausztrál nagydíj
Az ausztrál nagydíj volt a 2005-ös Formula–1 világbajnokság nyitófutama, amelyet 2005. március 6-án rendeztek meg az ausztrál Melbourne Grand Prix Circuiten, Melbourne-ben.

## Időmérő edzés
Az ausztrál nagydíj napjaiban a Minardi csapatfőnöke, Paul Stoddart az előző évi, a 2005-ös szabályoknak nem megfelelő autóval akarta elindítani versenyzőit, amit az FIA nem fogadott el. A Minardi végül a már megfelelő autóval lépett pályára szombaton. Az időmérő edzésen a versenyzőknek az előző verseny (2004-es brazil nagydíj) szerinti fordított sorrendben kellett a pályára lépniük. Az edzés a tizenkettedik pályára lépőig, Fisichelláig száraz volt, majd Felipe Massa, Michael Schumacher és Szató Takuma körén erősen esett, ezután hamar el is állt. A pole Fisichelláé lett, Räikkönen 10., Alonso 13., Schumacher 19. lett csak.
| Helyezés | Versenyző            | Csapat/Motor      | Összetett idő | Különbség |
| -------- | -------------------- | ----------------- | ------------- | --------- |
| 1        | Giancarlo Fisichella | Renault           | 3:01.460      | –         |
| 2        | Jarno Trulli         | Toyota            | 3:04.429      | + 2.969   |
| 3        | Mark Webber          | Williams-BMW      | 3:04.996      | + 3.536   |
| 4        | Jacques Villeneuve   | Sauber-Petronas   | 3:06.846      | + 5.386   |
| 5        | David Coulthard      | Red Bull-Cosworth | 3:07.212      | + 5.752   |
| 6        | Christian Klien      | Red Bull-Cosworth | 3:07.477      | + 6.017   |
| 7        | Nick Heidfeld        | Williams-BMW      | 3:09.130      | + 7.670   |
| 8        | Jenson Button        | BAR-Honda         | 3:12.128      | + 10.668  |
| 9        | Juan Pablo Montoya   | McLaren-Mercedes  | 3:14.645      | + 13.185  |
| 10       | Kimi Räikkönen       | McLaren-Mercedes  | 3:15.558      | + 14.098  |
| 11       | Rubens Barrichello   | Ferrari           | 3:16.822      | + 15.362  |
| 12       | Narain Karthikeyan   | Jordan-Toyota     | 3:17.092      | + 15.632  |
| 13       | Fernando Alonso      | Renault           | 3:17.466      | + 16.006  |
| 14       | Tiago Monteiro       | Jordan-Toyota     | 3:20.329      | + 18.869  |
| 15       | Ralf Schumacher      | Toyota            | 3:22.717      | + 21.257  |
| 16       | Patrick Friesacher   | Minardi-Cosworth  | 3:28.363      | + 26.903  |
| 17       | Christijan Albers    | Minardi-Cosworth  | 1:49.230      | –         |
| 18       | Michael Schumacher*  | Ferrari           | 1:57.931      | –         |
| 19       | Szató Takuma†        | BAR-Honda         | idő nélkül    |           |
| 20       | Felipe Massa         | Sauber-Petronas   | idő nélkül    |           |

* Michael Schumacher tízhelyes rajtbüntetést kapott motorcsere miatt, így a tizenkilencedik rajtkockából kezdhette meg a versenyt.
† Szató Takuma tízhelyes rajtbüntetést kapott motorcsere miatt, így a huszadik rajtrácsból indulhatott a futamon.

## Futam
A renault-s Fisichella a pole-ból indulva nyert a 11. helyről rajtolt Barrichello, csapattársa, Fernando Alonso és a red bullos David Coulthard előtt. Schumacher 42. körben összeütközött Nick Heidfelddel és mindketten kiálltak.
| Helyezés | Rajtszám | Versenyző            | Csapat/Motor      | Futott kör | Idő/Kiesés oka | Rajthely | Pont |
| -------- | -------- | -------------------- | ----------------- | ---------- | -------------- | -------- | ---- |
| 1        | 6        | Giancarlo Fisichella | Renault           | 57         | 1h24:17.336    | 1        | 10   |
| 2        | 2        | Rubens Barrichello   | Ferrari           | 57         | + 5.553        | 11       | 8    |
| 3        | 5        | Fernando Alonso      | Renault           | 57         | + 6.712        | 13       | 6    |
| 4        | 14       | David Coulthard      | Red Bull-Cosworth | 57         | + 16.131       | 5        | 5    |
| 5        | 7        | Mark Webber          | Williams-BMW      | 57         | + 16.908       | 3        | 4    |
| 6        | 10       | Juan Pablo Montoya   | McLaren-Mercedes  | 57         | + 35.033       | 9        | 3    |
| 7        | 15       | Christian Klien      | Red Bull-Cosworth | 57         | + 38.997       | 6        | 2    |
| 8        | 9        | Kimi Räikkönen       | McLaren-Mercedes  | 57         | + 39.633       | 10       | 1    |
| 9        | 16       | Jarno Trulli         | Toyota            | 57         | + 1:03.108     | 2        |      |
| 10       | 12       | Felipe Massa         | Sauber-Petronas   | 57         | + 1:04.393     | 18       |      |
| 11       | 3        | Jenson Button        | BAR-Honda         | 56         | Visszalépett   | 8        |      |
| 12       | 17       | Ralf Schumacher      | Toyota            | 56         | + 1 kör        | 15       |      |
| 13       | 11       | Jacques Villeneuve   | Sauber-Petronas   | 56         | + 1 kör        | 4        |      |
| 14       | 4        | Szató Takuma         | BAR-Honda         | 55         | Visszalépett   | 20       |      |
| 15       | 19       | Narain Karthikeyan   | Jordan-Toyota     | 55         | + 2 kör        | 12       |      |
| 16       | 18       | Tiago Monteiro       | Jordan-Toyota     | 55         | + 2 kör        | 14       |      |
| 17       | 20       | Patrick Friesacher   | Minardi-Cosworth  | 53         | + 4 kör        | 16       |      |
| Ki       | 1        | Michael Schumacher   | Ferrari           | 42         | Ütközés        | 19       |      |
| Ki       | 8        | Nick Heidfeld        | Williams-BMW      | 42         | Ütközés        | 7        |      |
| Ki       | 21       | Christijan Albers    | Minardi-Cosworth  | 16         | Váltóhiba      | 17       |      |

## A világbajnokság élmezőnyének állása a verseny után
| H | Versenyzők           | Pont | H | Konstruktőrök     | Pont |
| - | -------------------- | ---- | - | ----------------- | ---- |
| 1 | Giancarlo Fisichella | 10   | 1 | Renault           | 16   |
| 2 | Rubens Barrichello   | 8    | 2 | Ferrari           | 8    |
| 3 | Fernando Alonso      | 6    | 3 | Red Bull-Cosworth | 7    |
| 4 | David Coulthard      | 5    | 4 | Williams-BMW      | 4    |
| 5 | Mark Webber          | 4    | 5 | McLaren-Mercedes  | 4    |

## Statisztikák
Vezető helyen:
- Giancarlo Fisichella: 54 (1-23 / 25-42 / 45-57)
- Rubens Barrichello: 1 (24)
- Fernando Alonso: 2 (43-44)

Giancarlo Fisichella 2. győzelme, 2. pole-pozíciója, Fernando Alonso 2. leggyorsabb köre.
- Renault 18. győzelme.

Tiago Monteiro, Narain Karthikeyan, Patrick Friesacher és Christijan Albers első versenye.